# Concilio di Clermont (535)
Il Concilio di Clermont (Concilium Arvernense) del 535 fu uno dei primi sinodi franchi. Si tenne nell'allora Arvernum, divenuta poi Clermont (che era stata conquistata nel 507 da Clodoveo I). Vi presenziarono quindici prelati del regno di Austrasia sotto la presidenza del vescovo di Bourges Onorato II. Tra i partecipanti vi furono il vescovo di Clermont, San Gallo, e quello di Treviri, San Nicezio.

## Canoni conciliari
Furono redatti diciassette "canoni", dei quali i primi sedici sono contenuti nel Decretum Gratiani, redatto nel XII secolo dal giurista Graziano; essi sono entrati a far parte del corpo del diritto canonico della Chiesa cattolica, il Corpus Iuris Canonici.
Nel complesso, i canoni vietano ai vescovi di sottoporre alle deliberazioni dei concili qualsiasi questione temporale o privata, prima di aver trattato le materie disciplinari; ai chierici è fatto divieto di appellarsi a giudici laici nelle controversie con i vescovi; i vescovi che hanno sollecitato la protezione di principi per ottenere l'episcopato sono scomunicati, così come quelli che causano la firma di decreti "forzati" di elezione.
Il concilio inoltre si dichiarò energicamente contro i matrimoni di cristiani con Ebrei, contro i matrimoni tra consanguinei e contro la cattiva condotta del clero.
Due ulteriori sinodi franchi furono tenuti a Clermont (Arvernum), uno nel 549 e un altro in data incerta, verso la fine del VI secolo (584/591).

## Partecipanti
Al concilio presero parte 15 vescovi che ne sottoscrissero gli atti:
- Onorato di Bourges
- Gallo di Clermont
- Gregorio di Langres
- Ilario di Mende
- Rurizio di Limoges
- Flavio di Reims
- Nicezio di Treviri
- Deuterio di Lodève
- Dalmazio di Rodez
- Lupo di Châlons
- Domiziano di Tongres
- Venanzio di Viviers
- Esperio di Metz
- Desiderato di Verdun
- Grammazio di Avenches